# FN FNAR狙擊步槍
FNAR（英語：Fabrique Nationale Automatic Rifle，意為：國營赫斯塔爾自動步槍）是一款由埃斯塔勒國營工廠所設計和生產的半自動狙击步枪，於2008年射擊場上首次展出，並由FN的美國子公司FN生產公司向市場上銷售，主要發射7.62×51毫米北約口徑（或是民用狩獵市場的.308 Winchester）步槍子彈。
儘管名字如此相似，FNAR並非“AR”槍族的步槍（FN公司當中的“AR”槍族卻是以後才推出的FN 15）。與此相反，FNAR步槍是以久經驗證而頗受歡迎的白朗寧BAR半自動步槍為藍本（與二戰名槍白朗寧M1918自動步槍無關）。

## 概述
FN FNAR是一枝氣動式半自動步槍。短行程導氣傳動活塞位於槍管（內部鍍铬）下方、槍托以內。自由浮動式槍管藉由帶有多個鎖耳的轉拴式槍栓閉鎖；而機匣由航空等級7075 T6鋁合金機加加工而成。狙擊型的聚合物材料製成的槍托具有可調節的尾托和手槍握把，而競賽型則是獨特而耐用的藍灰混色層壓板製半直式槍托；可兩種槍托都具有可調整高度的托腮板和高級防滑緩衝墊。其彈藥是由可拆卸式钢製彈匣所供給，彈匣標準容量為20發7.62毫米彈藥；但如果當地（州份）法規要求限制，亦可以提供5和10發彈匣。該步槍並沒有內置的機械瞄具（照門及準星），必需利用每枝FNAR步槍在機匣頂部裝有的一段全機匣長度MIL-STD-1913戰術導軌用以安裝不同類型的日間／夜間光学狙擊鏡、紅點鏡／反射式瞄準鏡、全息瞄準鏡、棱鏡式瞄準鏡、夜視鏡或热成像仪（競賽型雖然在槍管前端製有準星導軌，但原廠不提供準星而需要在售後市場取得）；另外在狙擊型的槍托前端還裝有三條短導軌（競賽型取消除機匣頂部以外的導軌）。
NAR使用規定在3.25到5.5磅力之間的兩道火不可調節式扳機。

## 衍生型
標準型FN FNAR裝有一根輕型凹槽槍管。重槍管型的FN FNAR-H衍生型的重量增加了約為1磅。兩者皆是保證能夠達到角分等級精度的開箱即用槍械。溫徹斯特品牌版本被命名為溫徹斯特SX-AR。標準型號保留了手槍握把，並配備了一根重型508毫米（20英吋）比賽等級內膛鍍铬槍管。用於安裝光學瞄準鏡的導軌是縮短長度型頂部導軌，另外還有一條較短的底部導軌段用以裝上槍背帶或兩腳架。它採用了Cerakote式苔蘚橡木迷彩圖案表面處理。標準的10發容量SX-AR可拆卸式彈匣可與20發FNAR彈匣互換使用。

## 登場作品

### 電子遊戲
- 2015年—：為資料片“背叛”獨有武器。命名為「SP-AR」，歸類為半自動狙擊步槍，載彈量20+1發，能夠由罪犯專業人士（Professional）所使用（執法機關解鎖條件為：以任何陣營進行遊戲使用該槍擊殺1250名敵人後購買武器執照）。可加裝各種瞄準鏡（反射、眼鏡蛇、全息瞄準鏡（放大1倍）、PKA-S（放大1倍）、Micro T1、SRS 02、Comp M4S、M145（放大3.4倍）、PO（放大3.5倍） 、ACOG（放大4倍）、PSO-1（放大4倍）、IRNV（放大1倍）、FLIR（放大2倍）、TA 648（放大6倍）、PKS-07（放大7倍）、步槍瞄準鏡（放大8倍）、獵人（放大14倍））、附加配件（傾斜式機械瞄具、傾斜式紅點鏡、延長彈匣、手電筒、戰術燈、激光瞄準器、穿甲曳光彈）、槍口零件（制退器、補償器、抑制器、消焰器）及握把（垂直握把、粗短握把、直角握把）。

## 資料來源
1. 1 2 3 4 5 6  . World Guns.   [2012-10-19]. （原始内容存档于2019-10-24）.
2. 1 2  . FNH USA Official website.   [2018-02-24]. （原始内容存档于2017-05-09）.
3. 1 2  .   [2018-02-26]. （原始内容存档于2011-09-11）.
4. ↑  Dave Douglas, , Guns Magazine, 2009-10  [2018-02-26], （原始内容存档于2019-10-16）
5. ↑  .   [2018-02-26]. （原始内容存档于2012-05-28）.

## 外部連結
- （英文）—官方网站
- （英文）—Owner's manual

### 视频
- （英文）—FNH USA FNAR步槍系列的宣傳片—
  - FNH USA FNAR（页面存档备份，存于）
  - FNH USA FNAR 16"（页面存档备份，存于）